# Ополовник китайський
Ополовник китайський (Aegithalos bonvaloti) — вид горобцеподібних птахів родини довгохвостосиницевих (Aegithalidae).

## Етимологія
Вид названо на честь французького географа П'єра Бонвало, який здобув декілька екземплярів птахів для описання.

## Поширення
Птах поширений на півдні Китаю (провінції Сичуань, Юньнань та Гуйчжоу), у південно-західному Тибеті, на крайній півночі М'янми, на крайньому північному сході індійського штату Аруначал-Прадеш.

## Опис
Птах завдовжки 11 см, вагою 5-8 г. Тіло пухке з великою округлою головою, з коротким конічним дзьобом, загостреними крилами та довгим хвостом. Крила, крижі, круп та хвіст сланцево-сірого кольору. Махові та першорядні криючі червоно-коричневі. Хвіст знизу на кінчику білий. Черево каштанове, груди білі, горло чорне, «вуса» білі. Надбрівна смуга біла, щоки каштанові, решта голови чорна.

## Спосіб життя
Живе у помірних і субтропічних листяних лісах з переважанням верби. Трапляється невеликими сімейними групами. Більшу частину дня проводить, шукаючи поживу серед нижчих гілок дерев та в кущах. Живляться комахами. Сезон розмноження починається в кінці березня і триває до червня: під час репродуктивного періоду пара схильна ізолюватися від групи, до якої вона належить, стаючи територіальною. Гніздо у формі мішка, побудоване з павутини та лишайників та вистелений пухом, розташовується у гущі чагарників. У гнізді 4-8 яєць. Інкубація триває два тижня.